# 2025年の出版
2025年の出版（2025ねんのしゅっぱん）では、2025年の出版に関する出来事についてまとめる。
2024年の出版 - 2025年の出版 - 2026年の出版

## 出版関係の出来事
出版社の設立・倒産、文庫・新書の創刊、雑誌の創刊・休刊、ミリオンセラーの出版などを記載。特記した場合を除き、創刊、休刊・廃刊、復刊の日付は、それぞれ創刊号、最終号、復刊号の発売日である。

### 1月
- 1月31日 - 1989年に映画プロデューサーの岡田博（2021年8月没）によって設立され、以来映画関連の書籍を刊行、さらには映画制作も行っていたワイズ出版（東京都杉並区）が業務を停止すると共にこの日付で取次の流通も取り止めた。業務停止は1月13日に公式SNSで発表され、理由として「諸般の事情により業務を停止することにした」としている。なお取次の流通取り止め後もメールでの注文は受け付けるという[1]。

### 2月
- 2月3日 - 福音館書店が1953年に創刊した児童月刊誌『母の友』が休刊。72年の歴史に幕[2]。
- 2月15日 - ダイヤモンド社が発行する週刊経済誌『週刊ダイヤモンド』の2月17日発売予定だった2月22日号で、フジテレビにおける一連の問題を受けて行ったスポンサー企業を対象としたアンケート調査の内容について、企業名と回答内容が一致していなかったことが判明したとして発売を取りやめたことがこの日、毎日新聞の報道で明らかになった。同社は既に書店やコンビニエンスストアなどに搬入していた分については発売せず、また定期購読者に送付した分についてはそのままの内容とし[3][4]、17日に同社ホームページでお詫びと正しい内容を掲載した[5][4]。
- 2月18日 - 2023年に創業者である会長の死去後、株式譲渡を巡り創業者遺族と経営陣が衝突し取締役6人が解任される騒動に発展した語学教材出版の朝日出版社[注 1]が、14日付で同社の創業者遺族から英会話教室大手のNOVAホールディングスに全株式を買収されたことを発表。また解任された取締役6人のうち社長の小川洋一郎ら4人が復帰した[6][7]。

### 3月
- 3月28日 - 徳間書店の月刊女性タレント誌『月刊エンタメ』（2001年創刊）がこの日発売の5月号をもって休刊。24年の歴史に幕[8][9][出典無効]。
- 3月31日
  - 1964年6月に創刊した旅行業界関連週刊誌『週刊トラベルジャーナル』（トラベルジャーナル発行）が「メディアを取り巻く環境の大きな変化に伴って一定の役割を終えた」としてこの日をもって休刊。約61年の歴史に幕。また同誌のウェブ版『トラベルジャーナルオンライン』も同日付をもって更新を終了[10][出典無効]。
  - 北陸中日新聞が1960年から発行していた夕刊を休刊、65年に幕[11][出典無効]。

### 4月
- 4月21日 - 1967年に創刊した老舗鉄道雑誌『鉄道ジャーナル』（鉄道ジャーナル社編集・発行、成美堂出版発売）がこの日刊行する6月号をもって休刊。58年の歴史に幕を下ろした。休刊は1月21日発売の3月号で発表されたもので、理由として「現状を取り巻く出版状況の厳しさも一因となった」とした[12][13][出典無効]。

### 5月
- 5月7日 - ワニブックス刊行の月刊アイドル誌『Wink Up』（1988年創刊）がこの日発売の6月号をもって休刊。37年の歴史に幕[14]。

### 6月
- 6月17日 - 近代映画社のアイドル雑誌『BIG ONE GIRLS』（2010年創刊）が現在販売中の2025年6月号/夏号をもって休刊することをこの日、雑誌のXアカウントにおいて発表。15年の歴史に幕を下ろした[15][16][出典無効]。
- 6月20日 - 尾田栄一郎原作の人気漫画「ONE PIECE」の第1話が収録され、1997年に刊行された集英社の漫画雑誌『週刊少年ジャンプ』の模造品を所持し、インターネットで販売していたとして、愛知県警はいずれも台湾籍で栃木県那須塩原市内に住む20代から60代の男女3人を著作権法違反の疑いで逮捕。同県警は他に共犯者がいるものと見て調べている[17]。

### 7月
- 7月1日 - 『はじめてのWindows』や『はじめてのWord』など、パソコン入門書やビジネス書などを刊行していた秀和システム（以下「秀和」と表記、東京都台東区、1974年12月設立[注 2]）が債務超過により事業が困難となり、弁護士に法的整理を一任したことをこの日付で通知。2021年にはグループ会社を通じて船井電機（当時）をTOBにより子会社化したが、その後は船井が買収した企業のトラブルやテレビ事業の不振により船井が倒産。さらに秀和自体も信用低下や書籍の返品が相次ぐなど資金繰りが逼迫していた。信用調査会社の東京商工リサーチ及び東京経済によると負債総額は約18億9000万円。出版事業については他社に譲渡する見込み[18][出典無効][19][20]。
- 7月14日 - 【訃報】学生時代から音楽雑誌『ミュージック・ライフ』（シンコーミュージック）で評論活動を開始し、1972年に20歳の若さで音楽雑誌『rockin'on（ロッキング・オン）』の立ち上げに参加。以来同誌の中心メンバーとして活躍する傍ら、ラジオパーソナリティ、イベントプロデューサーなどとしても活動した渋谷陽一がこの日死去（74歳没）。訃報は22日に自ら会長を務めていたロッキング・オン・グループの公式サイトで公表された。渋谷は2023年11月に脳出血を発症。治療・リハビリを重ねていたが、本年に入って誤嚥性肺炎を発症していた[21][22]。
- 7月22日 - ワン・パブリッシングのアイドル情報誌『POTATO』（1984年創刊）がこの日発売の9月号をもって休刊。41年の歴史に幕[23][24][出典無効]。